# Ufficiale dello stato civile
L'ufficiale dello stato civile, nell'ordinamento italiano, è l'organo competente a ricevere gli atti dello stato civile. La vigente disciplina è contenuta nel decreto del Presidente della Repubblica 3 novembre 2000, n. 396.
Il ruolo non va confuso con quello di ufficiale dell'anagrafe, anch'esso attribuito al sindaco.

## I soggetti
Ufficiale dello stato civile è il sindaco in qualità di ufficiale del Governo o chi lo sostituisce (vicesindaco, assessore anziano, commissario prefettizio).
Con atto da comunicare al prefetto, può delegare le relative funzioni o parte di esse:
- ai dipendenti di ruolo del comune in possesso di abilitazione conseguita a seguito di apposito corso di formazione (in caso di esigenze straordinarie e temporalmente limitate, è consentita la delega anche a dipendenti non di ruolo);
- al presidente della circoscrizione di decentramento comunale;
- al consigliere comunale che esercita le funzioni del sindaco quale ufficiale del Governo nei quartieri o nelle frazioni (cosiddetto prosindaco);
- al segretario comunale.

Adempiono funzioni di ufficiale dello stato civile, nei casi previsti dalla legge, anche le autorità diplomatiche o consolari, i comandanti di navi, i commissari di bordo, i comandanti di aeromobili, i direttori sanitari e coloro che ne fanno le veci, nonché le autorità militari responsabili del comando nelle zone di operazioni eseguite come forze di pace o di guerra.

## Competenze
L'ufficiale dello stato civile è preposto all'ufficio dello stato civile, che deve essere presente in ogni comune. I comuni possono istituire più uffici di stato civile, anche suddividendo tra gli stessi le relative funzioni. Egli è responsabile della tenuta dei registri dello stato civile (di cittadinanza, di nascita, di matrimonio o di unione civile e di morte), nei quali sono inseriti tali atti, e rilasciarne estratti e certificati in base alle risultanze degli stessi. Davanti all'ufficiale dello stato civile è, inoltre, celebrato il matrimonio civile ed è costituita l'unione civile.
Per la celebrazione del matrimonio civile, le funzioni di ufficiale dello stato civile possono essere delegate anche a uno o più consiglieri o assessori comunali o a cittadini italiani che hanno i requisiti per la elezione a consigliere comunale.